# Monologiczny system przekonań
Monologiczny system przekonań – rodzaj systemu przekonań, prowadzący do tworzenia prostych, automatycznych wyjaśnień, nieuwzględniających różnorodnych punktów widzenia.

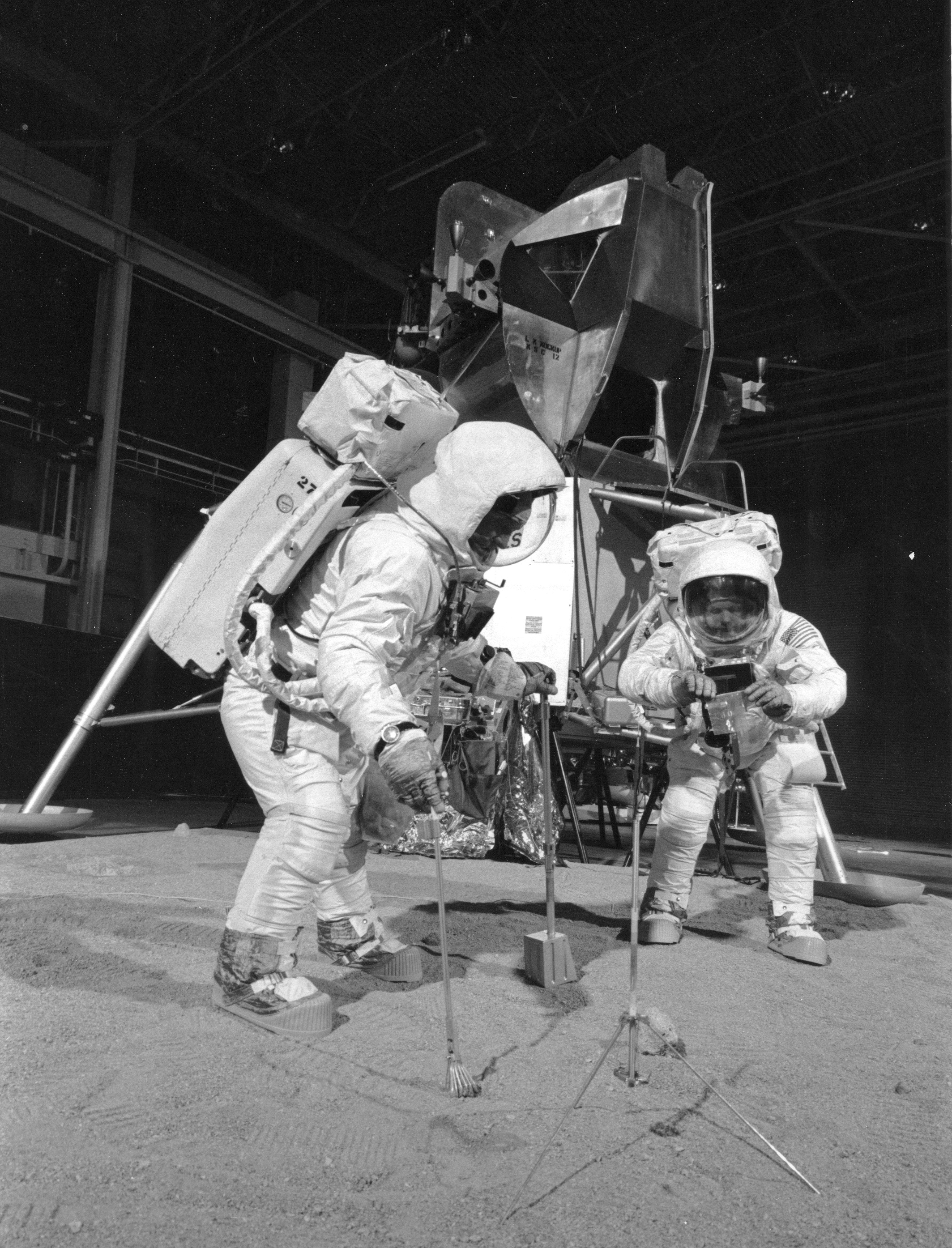
Astronauci Neil Armstrong i Buzz Aldrin podczas ćwiczeń na tle atrapy powierzchni Księżyca i lądownika. Zwolennicy teorii spiskowych uważają, że „Amerykanie nie wylądowali na Księżycu, a misje Apollo zostały sfilmowane na planie filmowym”.

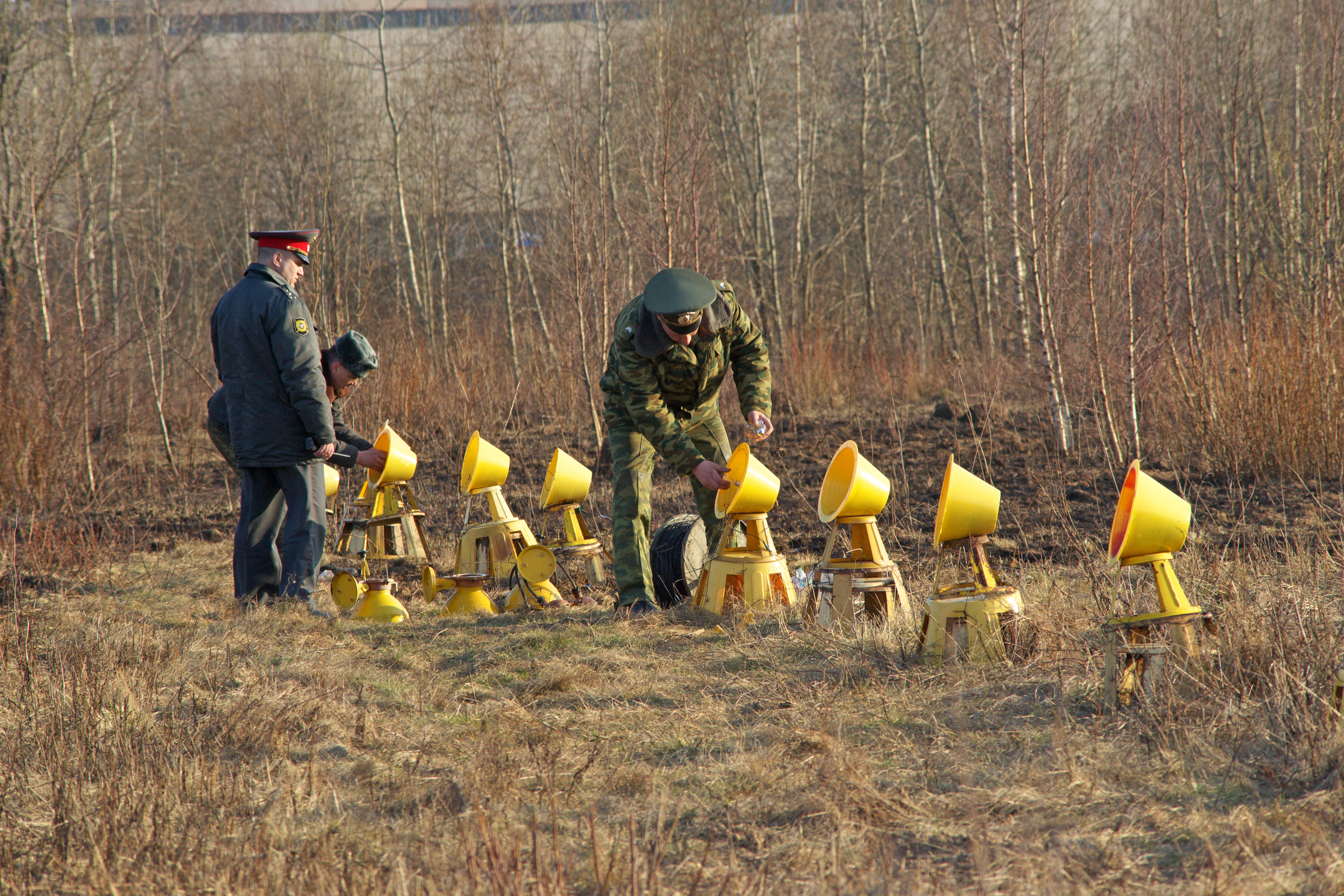
Pogląd o zamachu w Smoleńsku koreluje ze stereotypem spiskowym dotyczącym Rosjan. Na zdjęciu funkcjonariusze rosyjskich służb mundurowych wymieniający żarówki w lampach świateł podejścia pasa startowego lotniska w Smoleńsku kilka godzin po katastrofie

## Charakterystyka
Monologiczny system przekonań to jeden ze sposobów, w jaki dana osoba tworzy system przekonań, tłumaczy sobie świat. Monika Grzesiak-Feldman przeciwstawia za Tedem Goertzelem monologiczny system przekonań systemowi dialogowemu. Ten ostatni polega na czerpaniu przekonań z różnych źródeł z uwzględnieniem kontekstu, ich uzgadnianiu, konfrontowaniu z nowymi faktami i dialogu z nimi, a więc z możliwością ich odrzucenia. Wiąże się z polifonicznym charakterem zjawisk, które mogą być rozmaicie ujmowane. Dochodzi się w ten sposób do wyjaśnień, które są w jakiś sposób skomplikowane, niekiedy niejednoznaczne, biorą pod uwagę różne punkty widzenia, różne perspektywy i różne poglądy na daną sprawę.
Inaczej prezentuje się system monologiczny. Rezygnuje on ze skomplikowanych wyjaśnień, zadowalając się prostymi, automatycznymi. Nie uwzględnia on perspektyw innych niż perspektywa danej osoby, nie bierze pod uwagę poglądów innych ludzi, uwzględnia tylko najwęższy kontekst. Raz znalazłszy wyjaśnienie, osoba myśląca w ten sposób nie konfrontuje go, nie szuka dalej, nie stara się znaleźć wyjaśnień alternatywnych, a gdy się nawet pojawiają, nie jest skłonna konfrontować ich z własnymi poglądami, a tym bardziej zmieniać własnego stanowiska. Goertzel widzi tu analogię do umysłu otwartego bądź zamkniętego.
Monologiczne systemy przekonań wiążą się zazwyczaj z uznawaniem teorii spiskowych. Niektórzy autorzy (np. Michael Billig, Serge Moscovici) piszą nawet o ogólnej orientacji spiskowej czy też mentalności spiskowej, niekiedy uznaje się ją za rodzaj postawy politycznej. Osoba myśląca w ten sposób ma skłonność do wyjaśnienia nowych, niezrozumiałych dla niej, a przez to potencjalnie zagrażających zdarzeń przez doszukiwanie się spisków. Postrzega obce sobie grupy przez pryzmat stereotypów spiskowych. Istnienie systemu powoduje, że większość osób wyznających pewną teorię spiskową uznaje również inne teorie spiskowe. Przyjęcie przez daną osobę jednej teorii spiskowej zwiększa jej gotowość do uwierzenia w kolejną. Jeden przyjmowany pogląd dowodzi kolejnego, a im więcej spiskowych poglądów tym większa szansa na przyjęcie kolejnych. Oczywiście spiski rzeczywiście się zdarzają (Goertzel wymienia w swej pracy jako przykład aferę Watergate), w monologicznym systemie myślenia istotna jest jednak nie tylko prawdziwość/fałszywość przyjmowanych poglądów, ale logika sposobu dochodzenia do nich. W systemach dialogicznych również istnieją teorie spiskowe, ale poddawane są w nich próbom falsyfikacji i zbieraniu dowodów na potwierdzenie ich prawdziwości. System monologiczny nie wymaga falsyfikowania, sprawdzania, potwierdzania – oferuje proste rozwiązanie wszystkich niewyjaśnionych kwestii, nieważne, czy złowrogie działania przypisuje się kapitalistom, komunistom, Żydom, zwolennikom patriarchatu, medykom czy komukolwiek.
Wykazano doświadczalnie, że stereotyp spiskowy dotyczący Żydów koreluje z teoriami spiskowymi o celowym rozprzestrzenianiu wirusa grypy A/H1N1, dotyczącymi morderstwa Kennedy’ego, okoliczności śmierci księżnej Walii Diany, kryzysu gospodarczego i katastrofy smoleńskiej. 
Poglądy o zamachu w Smoleńsku wiążą się też ze stereotypem spiskowym dotyczącym Rosjan. Podobne wyniki otrzymywano też w badaniach dotyczących zamachów z 11 września 2001 w Nowym Jorku i w 2005 w Londynie, lądowania człowieka na Księżycu. Co więcej, osoby o monologicznym systemie przekonań mają tendencję do przyjmowania przekonań przeciwstawnych. Udowodniono, że osoby przekonane o zamachu na księżnej Walii Dianę z większym prawdopodobieństwem przyjmują tezę, jakoby księżna upozorowała własną śmierć, niż osoby odrzucające hipotezę zamachu. Podobnie wygląda sytuacja z przekonaniami o przeżyciu przez Usamę ibn Ladina operacji Trójząb Neptuna oraz o jego zgonie jeszcze przed tą operacją. W kolejnych badaniach wykazano większą tendencję ludzi wierzących w teorie spiskowe do przyjmowania fikcyjnych, nieprawdopodobnie brzmiących informacji spreparowanych przez badacza (np. jakoby napój Red Bull miał powodować wyrastanie u szczurów skrzydeł).